# Eluering
Eluering (från latinets eluere - "tvätta ur") innebär inom kromatografi att lösa ut något man bundit till en kolonn för att åter få ut det i lösning. Det ämne som elueras kallas eluat och den mobila fas som innehåller eluatet kallas eluent.

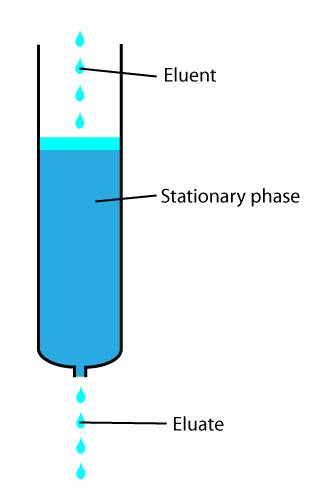
Elueringsprincip för kolonnkromatografi

I ett vätskekromatografiexperiment, till exempel, adsorberas en analyt i allmänhet av ("bunden till") en adsorbent i en vätskekromatografikolonn. Adsorbenten, en fast fas, kallad en "stationär fas", är ett pulver som är belagt på ett fast underlag. Baserat på en adsorbents sammansättning kan den ha olika affiniteter för att "fästa" på andra molekyler - och bilda en tunn film på ytan av dess partiklar. Eluering är då processen att avlägsna analyter från adsorbenten genom att köra ett lösningsmedel förbi adsorbent-analytkomplexet. När lösningsmedelsmolekylerna "eluerar" eller förflyttas ner genom kromatografikolonnen, kan de antingen passera adsorbent-analytkomplexet eller tränga undan analyten genom att binda till adsorbenten i dess ställe. Efter att lösningsmedelsmolekylerna undanträngt analyten kan denna tas ut från kolonnen för analys. Detta är anledningen till att när den mobila fasen passerar ut ur kolonnen, flödar det typiskt in i en detektor eller samlas upp av en fraktionsuppsamlare för sammansättningsanalys.
Att förutsäga och kontrollera elueringsordningen är en nyckelaspekt av kolonnkromatografiska och kolonnelektroforetiska metoder.

## Eluotropisk serie
En eluotropisk serie listar olika föreningar i ordning efter elueringseffekt för en given adsorbent. Ett lösningsmedels "elueringsförmåga" är till stor del ett mått på hur väl lösningsmedlet kan "dra" en analyt från adsorbenten till vilken den är fäst. Detta händer ofta när eluenten adsorberas på den stationära fasen och tränger undan analyten. Sådana serier är användbara för att bestämma nödvändiga lösningsmedel som behövs för kromatografi av kemiska föreningar. Normalt går en sådan serie från opolära lösningsmedel, som n-hexan, till polära lösningsmedel såsom metanol eller vatten. Ordningen av lösningsmedel i en eluotropisk serie beror både på den stationära fasen såväl som på den förening som används för att bestämma ordningen.
| Adsorptionsstyrka (minst starkt adsorberad → starkast adsorberad) | Adsorptionsstyrka (minst starkt adsorberad → starkast adsorberad) | Adsorptionsstyrka (minst starkt adsorberad → starkast adsorberad) | Adsorptionsstyrka (minst starkt adsorberad → starkast adsorberad) | Adsorptionsstyrka (minst starkt adsorberad → starkast adsorberad) | Adsorptionsstyrka (minst starkt adsorberad → starkast adsorberad) | Adsorptionsstyrka (minst starkt adsorberad → starkast adsorberad) | Adsorptionsstyrka (minst starkt adsorberad → starkast adsorberad) | Adsorptionsstyrka (minst starkt adsorberad → starkast adsorberad) |
| ----------------------------------------------------------------- | ----------------------------------------------------------------- | ----------------------------------------------------------------- | ----------------------------------------------------------------- | ----------------------------------------------------------------- | ----------------------------------------------------------------- | ----------------------------------------------------------------- | ----------------------------------------------------------------- | ----------------------------------------------------------------- |
| Mättade kolväten; alkylhalogenider                                | Omättade kolväten; alkenylhalider                                 | Aromatiska kolväten; arylhalogenider                              | Polyhalogenerade kolväten                                         | Etrar                                                             | Estrar                                                            | Aldehyder och ketoner                                             | Alkoholer                                                         | Syror och baser (aminer)                                          |

| Eluteringseffekt (minst eluerande effekt → största elueringseffekt) | Eluteringseffekt (minst eluerande effekt → största elueringseffekt) | Eluteringseffekt (minst eluerande effekt → största elueringseffekt) | Eluteringseffekt (minst eluerande effekt → största elueringseffekt) | Eluteringseffekt (minst eluerande effekt → största elueringseffekt) | Eluteringseffekt (minst eluerande effekt → största elueringseffekt) | Eluteringseffekt (minst eluerande effekt → största elueringseffekt) | Eluteringseffekt (minst eluerande effekt → största elueringseffekt) | Eluteringseffekt (minst eluerande effekt → största elueringseffekt) | Eluteringseffekt (minst eluerande effekt → största elueringseffekt) | Eluteringseffekt (minst eluerande effekt → största elueringseffekt) | Eluteringseffekt (minst eluerande effekt → största elueringseffekt) | Eluteringseffekt (minst eluerande effekt → största elueringseffekt) |
| ------------------------------------------------------------------- | ------------------------------------------------------------------- | ------------------------------------------------------------------- | ------------------------------------------------------------------- | ------------------------------------------------------------------- | ------------------------------------------------------------------- | ------------------------------------------------------------------- | ------------------------------------------------------------------- | ------------------------------------------------------------------- | ------------------------------------------------------------------- | ------------------------------------------------------------------- | ------------------------------------------------------------------- | ------------------------------------------------------------------- |
| Hexan eller pentan                                                  | Cyklohexan                                                          | Bensen                                                              | Diklormetan                                                         | Kloroform                                                           | Eter (vattenfri)                                                    | Etylacetat (vattenfri)                                              | Aceton (vattenfri)                                                  | Metanol                                                             | Etanol                                                              | Pyridin                                                             | Ättiksyra                                                           | Vatten                                                              |

## Eluent
Eluenten eller elueringsmedlet är " bärar"-delen av den mobila fasen. Det flyttar analyterna genom kromatografen. Vid vätskekromatografi är eluenten det flytande lösningsmedlet; vid gaskromatografi är det bärargasen.

## Eluat
Eluatet innehåller analytmaterialet som kommer ut från kromatografen. Det inkluderar specifikt både analyterna och sameluerande lösta ämnen som passerar genom kolonnen, medan eluenten endast är bäraren. 

## Elueringstid och elueringsvolym
"Elueringstiden" för ett löst ämne är tiden mellan starten av separationen (den tidpunkt då det lösta ämnet kommer in i kolonnen) och tiden då det lösta ämnet elueras. På samma sätt är elueringsvolymen den volym elueringsmedel som krävs för att orsaka eluering. Under standardförhållanden för en känd blandning av lösta ämnen i en viss teknik, kan elueringsvolymen vara tillräckligt med information för att identifiera lösta ämnen. Till exempel kan en blandning av aminosyror separeras genom jonbyteskromatografi. Under en speciell uppsättning förhållanden kommer aminosyrorna att eluera i samma ordning och med samma elueringsvolym.

## Antikroppseluering
Antikroppseluering är processen att ta bort antikroppar som är fästa vid deras mål, såsom ytan av röda blodkroppar. Tekniker inkluderar användning av värme, en frys-tiningscykel, ultraljud, syror eller organiska lösningsmedel. Ingen enskild metod är bäst i alla situationer.